# Campionats del món de ciclisme en ruta de 2022
Els Campionats del món de ciclisme en ruta de 2022 es disputaren del 18 al 25 de setembre de 2022 a Wollongong, Austràlia.

## Programa
| Data                             | Prova                                                  | Localitat (sortida)       | Localitat (arribada)      | Distància                 |
| Contrarellotge individual        | Contrarellotge individual                              | Contrarellotge individual | Contrarellotge individual | Contrarellotge individual |
| -------------------------------- | ------------------------------------------------------ | ------------------------- | ------------------------- | ------------------------- |
| 18 Setembre                      | Contrarellotge masculina                               | Wollongong                | Wollongong                | 34.2 km                   |
| 18 Setembre                      | Contrarellotge femenina Contrarellotge femenina sub-23 | Wollongong                | Wollongong                | 34.2 km                   |
| 18 Setembre                      | 34.2 km                                                | Wollongong                | Wollongong                |                           |
| 19 Setembre                      | Contrarellotge masculina sub-23                        | Wollongong                | Wollongong                | 28.8 km                   |
| 20 Setembre                      | Contrarellotge femenina júnior                         | Wollongong                | Wollongong                | 14.1 km                   |
| 20 Setembre                      | Contrarellotge masculina júnior                        | Wollongong                | Wollongong                | 28.8 km                   |
| Contrarellotge per equips mixtos |                                                        |                           |                           |                           |
| 21 Setembre                      | Contrarellotge per equips mixtos                       | Wollongong                | Wollongong                | 28.2 km                   |
| Cursa en línia                   |                                                        |                           |                           |                           |
| 23 Setembre                      | Cursa en línia masculina júnior                        | Wollongong                | Wollongong                | 135.6 km                  |
| 23 Setembre                      | Cursa en línia masculina sub-23                        | Wollongong                | Wollongong                | 169.8 km                  |
| 24 Setembre                      | Cursa en línia femenina júnior                         | Wollongong                | Wollongong                | 67.2 km                   |
| 24 Setembre                      | Cursa en línia femenina Cursa en línia femenina sub-23 | Helensburgh               | Wollongong                | 164.3 km                  |
| 25 Setembre                      | Cursa en línia masculina                               | Helensburgh               | Wollongong                | 266.9 km                  |

## Resultats

### Proves professionals
| Prova                                    | Or | Or         | Plata | Plata   | Bronze                                                                                                   | Bronze  |
| Proves masculines professionals          | |            | |         | |         |
| Cursa en línia masculina detalls         | Remco Evenepoel (BEL)                                                                                   | 6h 16' 08" | Christophe Laporte (FRA)                                                                                             | +2' 21" | Michael Matthews (AUS)                                                                                   | +2' 21" |
| Contrarellotge masculina detalls         | Tobias Foss (NOR)                                                                                       | 40' 02.78" | Stefan Küng (SUI) | +2.95"  | Remco Evenepoel (BEL)                                                                                    | +9.16"  |
| Proves femenines professionals           | |            | |         | |         |
| Cursa en línia femenina detalls          | Annemiek van Vleuten (NED)                                                                              | 4h 24' 25" | Lotte Kopecky (BEL)                                                                                                  | + 1"    | Silvia Persico (ITA)                                                                                     | + 1"    |
| Contrarellotge femenina detalls          | Ellen van Dijk (NED)                                                                                    | 44' 28.60" | Grace Brown (AUS) | +12.73" | Marlen Reusser (SUI)                                                                                     | +41.68" |
| Proves mixtes                            | |            | |         | |         |
| Contrarellotge per equips mixtos detalls | Suïssa · Stefan Bissegger · Elise Chabbey · Nicole Koller · Stefan Küng · Marlen Reusser · Mauro Schmid | 33' 47.17" | Itàlia · Edoardo Affini · Elena Cecchini · Filippo Ganna · Vittoria Guazzini · Elisa Longo Borghini · Matteo Sobrero | +2.92"  | Austràlia · Georgia Baker · Luke Durbridge · Alexandra Manly · Michael Matthews · Luke Plapp · Sarah Roy | +38.40" |

### Proves sub-23
| Prova                                   | Or                      | Or         | Plata                    | Plata     | Bronze                    | Bronze    |
| Proves sub-23                           |                         |            |                          |           |                           |           |
| Cursa en línia masculina sub-23         | Yevgeniy Fedorov (KAZ)  | 3h 57' 8"  | Mathias Vacek (CZE)      | +1"       | Søren Wærenskjold (NOR)   | +3"       |
| Contrarellotge masculina sub-23 detalls | Søren Wærenskjold (NOR) | 34' 13.40" | Alec Segaert (BEL)       | +16.34"   | Leo Hayter (GBR)          | +24.16"   |
| Cursa en línia femenina sub-23 detalls  | Niamh Fisher-Black (NZ) | 4h 24' 26" | Pfeiffer Georgi (GBR)    | +12"      | Ricarda Bauernfeind (GER) | +12"      |
| Contrarellotge femenina sub-23 detalls  | Vittoria Guazzini (ITA) | 45' 20.71" | Shirin van Anrooij (NED) | +1:48.74" | Ricarda Bauernfeind (GER) | +2:17.37" |

### Proves júniors
| Prova                           | Or                   | Or         | Plata                 | Plata       | Bronze                  | Bronze      |
| Proves masculines júniors       |                      |            |                       |             |                         |             |
| Cursa en línia masculina júnior | Emil Herzog (GER)    | 3h 11' 07" | António Morgado (POR) | m.t.        | Vlad Van Mechelen (BEL) | + 55"       |
| Contrarellotge masculina júnior | Joshua Tarling (GBR) | 34' 59.26" | Hamish McKenzie (AUS) | + 19.19"    | Emil Herzog (GER)       | + 33.45"    |
| Proves femenines júniors        |                      |            |                       |             |                         |             |
| Cursa en línia femenina júnior  | Zoe Bäckstedt (GBR)  | 1h 47' 05" | Eglantine Rayer (FRA) | +2' 07"     | Nienke Vinke (NED)      | m.t.        |
| Contrarellotge femenina júnior  | Zoe Bäckstedt (GBR)  | 18' 26.78" | Justyna Czapla (GER)  | + 1' 35.78" | Febe Jooris (BEL)       | + 1' 48.98" |

## Medaller
| Posició | País          | Or | Plata | Bronze | Total |
| 1       | Regne Unit    | 3  | 1     | 1      | 5     |
| 2       | Països Baixos | 2  | 1     | 1      | 4     |
| 3       | Noruega       | 2  | 0     | 1      | 3     |
| 4       | Bèlgica       | 1  | 2     | 3      | 6     |
| 5       | Alemanya      | 1  | 1     | 3      | 6     |
| 6       | Itàlia        | 1  | 1     | 1      | 3     |
| 6       | Suïssa        | 1  | 1     | 1      | 3     |
| 8       | Kazakhstan    | 1  | 0     | 0      | 1     |
| 8       | Nova Zelanda  | 1  | 0     | 0      | 1     |
| 10      | Austràlia     | 0  | 2     | 2      | 4     |
| 11      | França        | 0  | 2     | 0      | 2     |
| 12      | Txèquia       | 0  | 1     | 0      | 1     |
| 12      | Portugal      | 0  | 1     | 0      | 1     |
| Total   | Total         | 13 | 13    | 13     | 36    |